# Oncothecaceae
Oncothecaceae es una familia de plantas de flores con un único género Oncotheca con tres especies; pertenece al orden Icacinales de acuerdo al APG IV.

## Especies
- Oncotheca balansae
- Oncotheca humboldtiana
- Oncotheca manocarpa

- Datos: Q13615054
- Multimedia: Oncothecaceae / Q13615054
- Especies: Oncothecaceae